# Cyclisme aux Jeux olympiques d'été de 2012
Navigation
Pékin 2008 Rio de Janeiro 2016
Les compétitions de cyclisme aux Jeux olympiques d'été de 2012 se sont déroulées à Londres (Royaume-Uni).
D'importants changements marquent cette édition. La poursuite individuelle masculine et féminine, la course aux points masculine et féminine et l'américaine sont retirées du programme olympique. La vitesse par équipes, la poursuite par équipes et le keirin sont ajoutés au programme des femmes, tandis que l'omnium fera sa première apparition pour les hommes et les femmes.

## Organisation

### Site des compétitions
Les sites retenus sont le Regent's Park et Hampton Court pour les épreuves de cyclisme sur route (course en ligne et contre-la-montre), le Vélodrome de Londres (London Velopark) pour les épreuves de cyclisme sur piste, ainsi que le Hadleigh Farm dans l'Essex pour le VTT et le parc olympique de BMX pour le BMX. 18 compétitions seront disputés et 500 athlètes sont attendus pour participer.

### Calendrier
| S | Séries/Tours préliminaires | ¼ | Quarts de finale | ½ | Demi-finales | F | Finale |

| Compétition↓/Date →     | 28 | 29 | 1 | 8 | 9 | 10 | 10 | 11 | 12 |
| ----------------------- | -- | -- | - | - | - | -- | -- | -- | -- |
| BMX                     |    |    |   |   |   |    |    |    |    |
| BMX hommes              |    |    |   | S | ¼ | ½  | F  |    |    |
| BMX femmes              |    |    |   | S |   | ½  | F  |    |    |
| Cyclisme sur route      |    |    |   |   |   |    |    |    |    |
| Course en ligne hommes  | F  |    |   |   |   |    |    |    |    |
| Contre-la-montre hommes |    |    | F |   |   |    |    |    |    |
| Course en ligne femmes  |    | F  |   |   |   |    |    |    |    |
| Contre-la-montre femmes |    |    | F |   |   |    |    |    |    |
| VTT                     |    |    |   |   |   |    |    |    |    |
| VTT hommes              |    |    |   |   |   |    |    |    | F  |
| VTT femmes              |    |    |   |   |   |    |    | F  |    |

| Date →                       | 2 | 2 | 2 | 3 | 3 | 4 | 4 | 4 | 5 | 5 | 6 | 6 | 7 | 7 | 7 |   |
| Compétition↓                 | A | A | A | A | A | M | A | A | M | A | A | A | M | A | A | A |
| ---------------------------- | - | - | - | - | - | - | - | - | - | - | - | - | - | - | - | - |
| Vitesse individuelle hommes  |   |   |   |   |   | S | S | S |   | ¼ | ½ | F |   |   |   |   |
| Vitesse par équipes hommes   | S | ½ | F |   |   |   |   |   |   |   |   |   |   |   |   |   |
| Keirin hommes                |   |   |   |   |   |   |   |   |   |   |   |   | S | ½ | F |   |
| Poursuite par équipes hommes | S | S | S | ½ | F |   |   |   |   |   |   |   |   |   |   |   |
| Omnium hommes                |   |   |   |   |   | F | F | F | F | F |   |   |   |   |   |   |
| Vitesse individuelle femmes  |   |   |   |   |   |   |   |   | S | S |   |   |   | ½ | F |   |
| Vitesse par équipes femmes   | S | ½ | F |   |   |   |   |   |   |   |   |   |   |   |   |   |
| Keirin femmes                |   |   |   | S | F |   |   |   |   |   |   |   |   |   |   |   |
| Poursuite par équipes femmes |   |   |   | S | S |   | ½ | F |   |   |   |   |   |   |   |   |
| Omnium femmes                |   |   |   |   |   |   |   |   |   |   | F | F | F | F | F |   |

## Résultats

### Hommes
| Podiums                   |                                                                          |                                                                   |                                                                                  |
| Route Résultats détaillés |                                                                          |                                                                   |                                                                                  |
| Course en ligne           | Alexandre Vinokourov (KAZ)                                               | Rigoberto Urán (COL)                                              | Alexander Kristoff (NOR)                                                         |
| Contre-la-montre          | Bradley Wiggins (GBR)                                                    | Tony Martin (GER)                                                 | Christopher Froome (GBR)                                                         |
| Piste Résultats détaillés |                                                                          |                                                                   |                                                                                  |
| Vitesse individuelle      | Jason Kenny (GBR)                                                        | Grégory Baugé (FRA)                                               | Shane Perkins (AUS)                                                              |
| Vitesse par équipes       | Grande-Bretagne Philip Hindes Chris Hoy Jason Kenny                      | France Grégory Baugé Michaël D'Almeida Kévin Sireau               | Allemagne René Enders Maximilian Levy Robert Förstemann                          |
| Keirin                    | Chris Hoy (GBR)                                                          | Maximilian Levy (GER)                                             | Simon van Velthooven (NZL) Teun Mulder (NED)                                     |
| Poursuite par équipes     | Grande-Bretagne Steven Burke Edward Clancy Peter Kennaugh Geraint Thomas | Australie Jack Bobridge Rohan Dennis Michael Hepburn Glenn O'Shea | Nouvelle-Zélande Sam Bewley Aaron Gate Marc Ryan Jesse Sergent Westley Gough (q) |
| Omnium                    | Lasse Norman Hansen (DEN)                                                | Bryan Coquard (FRA)                                               | Edward Clancy (GBR)                                                              |
| VTT Résultats détaillés   |                                                                          |                                                                   |                                                                                  |
| Cross-country             | Jaroslav Kulhavý (CZE)                                                   | Nino Schurter (SUI)                                               | Marco Aurelio Fontana (ITA)                                                      |
| BMX Résultats détaillés   |                                                                          |                                                                   |                                                                                  |
| Course                    | Māris Štrombergs (LAT)                                                   | Sam Willoughby (AUS)                                              | Carlos Oquendo (COL)                                                             |

### Femmes
| Podiums                   |                                                          |                                                                     |                                                      |
| Route Résultats détaillés |                                                          |                                                                     |                                                      |
| Course en ligne           | Marianne Vos (NED)                                       | Elizabeth Armitstead (GBR)                                          | Olga Zabelinskaïa (RUS)                              |
| Contre-la-montre          | Kristin Armstrong (USA)                                  | Judith Arndt (GER)                                                  | Olga Zabelinskaïa (RUS)                              |
| Piste Résultats détaillés |                                                          |                                                                     |                                                      |
| Vitesse individuelle      | Anna Meares (AUS)                                        | Victoria Pendleton (GBR)                                            | Guo Shuang (CHN)                                     |
| Vitesse par équipes       | Allemagne Kristina Vogel Miriam Welte                    | Chine Gong Jinjie Guo Shuang                                        | Australie Kaarle McCulloch Anna Meares               |
| Keirin                    | Victoria Pendleton (GBR)                                 | Guo Shuang (CHN)                                                    | Lee Wai-sze (HKG)                                    |
| Poursuite par équipes     | Grande-Bretagne Danielle King Laura Kenny Joanna Rowsell | États-Unis Sarah Hammer Dotsie Bausch Lauren Tamayo Jennie Reed (q) | Canada Tara Whitten Gillian Carleton Jasmin Glaesser |
| Omnium                    | Laura Kenny (GBR)                                        | Sarah Hammer (USA)                                                  | Annette Edmondson (AUS)                              |
| VTT Résultats détaillés   |                                                          |                                                                     |                                                      |
| Cross-country             | Julie Bresset (FRA)                                      | Sabine Spitz (GER)                                                  | Georgia Gould (USA)                                  |
| BMX Résultats détaillés   |                                                          |                                                                     |                                                      |
| Course                    | Mariana Pajón (COL)                                      | Sarah Walker (NZL)                                                  | Laura Smulders (NED)                                 |

## Tableau des médailles
Note : Cette table reflète le classement au 11 août 2012.
- Pays organisateur (Royaume-Uni)

| Rang  | Nation           | Or | Argent | Bronze | Total |
| ----- | ---------------- | -- | ------ | ------ | ----- |
| 1     | Grande-Bretagne  | 8  | 2      | 2      | 12    |
| 2     | Allemagne        | 1  | 4      | 1      | 6     |
| 3     | France           | 1  | 3      | 0      | 4     |
| 4     | Australie        | 1  | 2      | 3      | 6     |
| 5     | États-Unis       | 1  | 2      | 1      | 4     |
| 6     | Colombie         | 1  | 1      | 1      | 3     |
| 7     | Pays-Bas         | 1  | 0      | 1      | 2     |
| 8     | Lettonie         | 1  | 0      | 0      | 1     |
|       | Danemark         | 1  | 0      | 0      | 1     |
|       | Kazakhstan       | 1  | 0      | 0      | 1     |
| 11    | Chine            | 0  | 2      | 1      | 3     |
| 12    | Nouvelle-Zélande | 0  | 1      | 2      | 3     |
| 13    | Russie           | 0  | 0      | 2      | 2     |
| 14    | Canada           | 0  | 0      | 1      | 1     |
|       | Hong Kong        | 0  | 0      | 1      | 1     |
|       | Norvège          | 0  | 0      | 1      | 1     |
| Total | Total            | 17 | 17     | 18     | 52    |